# ...e lo chiamarono Spirito Santo
...e lo chiamarono Spirito Santo è un film del 1971 diretto da Roberto Mauri.
Pellicola western, prima della "trilogia dello Spirito Santo" dello stesso regista e con protagonista Vassili Karis.
Realizzato dopo Uomo avvisato mezzo ammazzato... parola di Spirito Santo di Giuliano Carnimeo, la pellicola viene seguita da Bada alla tua pelle, Spirito Santo! e Spirito Santo e le 5 magnifiche canaglie del 1972.

## Trama
Spirito Santo è un prigioniero senza nome di un campo di lavoro in Arizona e viene prelevato da uno sceriffo indiano a Tucson, per portarlo al processo che lo vede accusato di assassinio della sorella dello sceriffo. Durante il tragitto l'intera scorta viene uccisa da un gruppo di banditi, che lascia in vita lo sceriffo e scorta Spirito Santo da Foster, un proprietario terriero.
Foster aveva organizzato la liberazione di Spirito Santo per ricattarlo, in modo da usarlo per impossessarsi di un convoglio con un carico d'oro e lasciando in vita lo sceriffo per permettergli di continuare la ricerca dell'assassino di sua sorella.
Spirito Santo decide di partecipare al colpo in quanto innamorato di Consuelo, figlia di Foster e assieme ad altri uomini utilizzano le divise dei soldati uccisi per cogliere di sorpresa la scorta del convoglio presso un villaggio abbandonato. Il gruppo non fa prigionieri e Steve, un prete bandito con una mitragliatrice, uccide i compagni per impossessarsi del carico, ma viene scoperto e ucciso da Spirito Santo.
Arrivato da solo al luogo d'incontro, Foster accusa Spirito Santo di tradimento, ma accetta le spiegazioni e ritornano alla villa nascondendo il carico. Nella notte, Consuelo avverte Spirito Santo dei dubbi del padre di denunciarlo alle autorità e quest'ultimo decide di fuggire in Messico, ma viene catturato lungo la strada da un gruppo di uomini capitanati dallo sceriffo.
Mentre lo sceriffo vorrebbe farlo giudicare da un tribunale, gli altri uomini decidono di impiccarli entrambi. Consuelo che aveva assistito alla scena salva Spirito Santo, ma viene colpita assieme allo sceriffo nello scontro a fuoco. Spirito Santo capisce che era stata una trappola organizzata da Foster e ritorna alla sua villa con il corpo della donna. Non potendo vivere alla morte della figlia, Foster si fa uccidere da Spirito Santo, che seppellisce i corpi nel cortile e ritrova lo sceriffo morente.
Spirito Santo gli racconta di come aveva salvato la sorella da due molestatori, ma che quest'ultima aveva frainteso le sue intenzioni e si era uccisa con un coltello. Spirito Santo decide di dargli la sua pistola in modo da lasciargli l'ultima decisione e lo sceriffo spara alle spalle dell'uomo, colpendo l'ultimo bandito e salvando Spirito Santo.

## Produzione
Il film è stato realizzato in Italia e la figura di Spirito Santo ha permesso al regista di creare una trilogia spaghetti western accomunati dall'avere un basso budget e lo stesso protagonista.